# 斑痣性错构瘤病
斑痣性错构瘤病（Phakomatoses）又称为神经皮肤综合征（neurocutaneous syndromes）是一类涉及到皮肤和眼睛的中枢神经系统先天性遗传病。
发生斑痣性错构瘤病的组织在胚胎时期都起源于外胚层。但在某些情况下，如希佩尔-林道综合征，外胚层的作用很小。
斑痣性错构瘤病的英文名字Phakomatoses来自希腊φακός（phakos、“斑痣”的意思）和表示病变状态后缀词-osis组成，在1920年由荷兰眼科医生扬·范德霍夫（Jan van der Hoeve）首先提出。那时候，研究者并不清楚这类疾病拥有不同的遗传学基础。

## 斑痣性错构瘤病的类型
斑痣性错构瘤病的定义不一致，目前也没有对斑痣性错构瘤病所包括的类型达成共识 。
斑痣性错构瘤病可以包括：
- 神经纤维瘤
- 结节性硬化症
- 共济失调毛细血管扩张症
- 斯特奇-韦伯综合征
- 希佩尔-林道综合征
- 色素失调症
- 痣样基底细胞癌综合征

## 延伸阅读
^ Arthur Rook; Tony Burns (FRCP.) (2004). Rook's textbook of dermatology. Wiley-Blackwell. pp. 5–. ISBN 9780632064298. http://books.google.com/books?id=t2tERO4tAg8C&pg=SA5-PA69 （页面存档备份，存于）. Retrieved 27 October 2010.  
^ vi_1/p/PHAKOMATOSIS article at GE's Medcyclopaedia 
^ Enersen, Ole Daniel. "Jan van der Hoeve". Who Named It?. http://www.whonamedit.com/doctor.cfm/792.html （页面存档备份，存于）. Retrieved 2007-07-13.  
^ Myron Yanoff; Jay S. Duker (2009). Ophthalmology. Elsevier Health Sciences. pp. 937–. ISBN 9780323043328. http://books.google.com/books?id=u43MTFr7-m8C&pg=PA937 （页面存档备份，存于）. Retrieved 27 October 2010.  
^ Sandra Bellezza, MD: Neurological Manifestations of Phakomatos